# Karia Ba Mohamed
Karia Ba Mohamed (arabiska: قرية با محمد) är en stad i Marocko. Den ligger i provinsen Taounate och regionen Fès-Meknès, 150 km öster om huvudstaden Rabat. Antalet invånare var 18 762 vid folkräkningen 2014.